# واتالا
واتالا (به لاتین: Wattala) یک حومه شهر در سری‌لانکا است که در استان غربی، سری‌لانکا واقع شده‌است.

## خصوصیات
واتالا ۱۷۴٬۳۳۶ نفر جمعیت دارد.